# ヴラディミール・ポドジメック
ヴラディミール・ポドジメック（Vladimír Podzimek、1965年5月12日 - 1994年5月17日）は、チェコ、リベレツ州セミリ郡Jilemnice出身のスキージャンプ選手。1980年代から1990年代にかけてチェコスロバキア代表として活躍した。

## 概要
ポドジメックは1983-1984シーズンのスキージャンプ・ワールドカップを兼ねたジャンプ週間に18歳でデビュー、ここでは4戦で43位が最高位だったが、ハラコフでは8位、リベレツでは10位と好成績を残して1984年サラエボオリンピック代表に抜擢された。
サラエボオリンピックでは70m級こそ39位に終わったものの、90m級では8位となった。続く1984年ノルディックスキー世界選手権ではラディスラフ・ドゥルホシュ、イジー・パルマ、パベル・プロッツとともに銅メダルを獲得した。
さらに3月11日にはオスロでワールドカップ初勝利、ホルメンコーレン大会でチェコスロバキアの選手が優勝したのは初めてのことであった。このシーズンは総合でも自己最高の14位となってシーズンを終えた。
しかしその後はこの年のような好成績を残すことができずにいたが、1991年冬季ユニバーシアードで銀メダルを2個獲得、国際試合で久しぶりに活躍した。このシーズンを最後に国際試合から退き、
1994年29歳で死去した。